# Ollainville (Essonne)
Ollainville – miejscowość i gmina we Francji, w regionie Île-de-France, w departamencie Essonne.
Według danych na rok 1990 gminę zamieszkiwało 3555 osób, a gęstość zaludnienia wynosiła 314 osób/km² (wśród 1287 gmin regionu Île-de-France Ollainville plasuje się na 384. miejscu pod względem liczby ludności, natomiast pod względem powierzchni na miejscu 311.).